# Liste der Bodendenkmäler in Riegsee
Auf dieser Seite sind die Bodendenkmäler in der oberbayerischen Gemeinde Riegsee zusammengestellt. Diese Tabelle ist eine Teilliste der Liste der Bodendenkmäler in Bayern. Grundlage ist die Bayerische Denkmalliste, die auf Basis des Bayerischen Denkmalschutzgesetzes vom 1. Oktober 1973 erstmals erstellt wurde und seither durch das Bayerische Landesamt für Denkmalpflege geführt wird. Die folgenden Angaben ersetzen nicht die rechtsverbindliche Auskunft der Denkmalschutzbehörde.

## Bodendenkmäler der Gemeinde Riegsee

### Bodendenkmäler in der Gemarkung Aidling
| Lage               | Objekt | Akten-Nr.     | Bild |
| ------------------ | --- | ------------- | ---- |
| Aidling (Standort) | Grabhügel mit Bestattungen der Hallstattzeit.                                                                              | D-1-8233-0007 |      |
| Aidling (Standort) | Verebneter Grabhügel vorgeschichtlicher Zeitstellung.                                                                      | D-1-8233-0008 |      |
| Aidling (Standort) | Verebnete Grabhügel vorgeschichtlicher Zeitstellung.                                                                       | D-1-8233-0009 |      |
| Aidling (Standort) | Grabhügel mit Bestattungen der Hallstattzeit.                                                                              | D-1-8233-0010 |      |
| Aidling (Standort) | Grabhügel mit Bestattungen der mittleren und späten Bronzezeit sowie der frühen Latènezeit.                                | D-1-8233-0012 |      |
| Aidling (Standort) | Grabhügel vorgeschichtlicher Zeitstellung.                                                                                 | D-1-8233-0025 |      |
| Aidling (Standort) | Burgstall des hohen und späten Mittelalters (Lichtenegg).                                                                  | D-1-8233-0037 |      |
| Aidling (Standort) | Untertägige frühneuzeitliche Befunde im Bereich der Katholischen Pfarrkirche St. Georg in Aidling und ihres Vorgängerbaus. | D-1-8233-0153 |      |
| Aidling (Standort) | Abgegangene Pfarrkirche des Mittelalters und der frühen Neuzeit (St. Georg bei Aidling) mit aufgelassenem Friedhof.        | D-1-8233-0154 |      |
| Aidling (Standort) | Hofwüstung des Mittelalters und der frühen Neuzeit (Ratinriet bzw. Appenried).                                             | D-1-8233-0156 |      |

### Bodendenkmäler in der Gemarkung Riegsee
| Lage               | Objekt | Akten-Nr.     | Bild |
| ------------------ | --- | ------------- | ---- |
| Riegsee (Standort) | Grabhügel mit Bestattungen der Bronzezeit und der Hallstattzeit.                                                                                                 | D-1-8233-0004 |      |
| Riegsee (Standort) | Grabhügel mit Bestattungen der Bronzezeit und der Hallstattzeit.                                                                                                 | D-1-8333-0023 |      |
| Riegsee (Standort) | Höhensiedlung der frühen und mittleren Bronzezeit, der späten Latènezeit und der römischen Kaiserzeit sowie Burgstall des hohen und späten Mittelalters (Hagen). | D-1-8333-0024 |      |
| Riegsee (Standort) | Verebnete Schanze der späten Neuzeit (1809). | D-1-8333-0026 |      |
| Riegsee (Standort) | Körpergräber des frühen Mittelalters. | D-1-8333-0027 |      |
| Riegsee (Standort) | Grabhügel mit Bestattungen der Bronzezeit. | D-1-8333-0047 |      |
| Riegsee (Standort) | Verebnete Grabhügel mit Bestattungen der mittleren Bronzezeit.                                                                                                   | D-1-8333-0059 |      |
| Riegsee (Standort) | Untertägige mittelalterliche und frühneuzeitliche Befunde im Bereich der Katholischen Filialkirche St. Stephan in Riegsee und ihrer Vorgängerbauten.             | D-1-8333-0100 |      |
| Riegsee (Standort) | Untertägige mittelalterliche und frühneuzeitliche Befunde im Bereich der Katholischen Filialkirche St. Blasius in Hagen und ihrer Vorgängerbauten.               | D-1-8333-0104 |      |